# 1867 Deiphobus
1867 Deiphobus este un asteroid troian jovian.

## Descoperirea asteroidului
Asteroidul a fost descoperit la 3 martie 1971 de astronomul argentinian Carlos Ulrrico Cesco.

## Caracteristici
Cu un diametru mediu de circa 122,67 km, asteroidul prezintă o orbită caracterizată de o semiaxă majoră egală cu 5,1322082 u.a. și de o excentricitate de 0,0439535, înclinată cu 26,90897° față de ecliptică.
Își împarte orbita (în jurul Soarelui), cu planeta Jupiter, în Punctul Lagrange L5, adică este situat pe orbită la 60° în urma lui Jupiter.

## Denumirea asteroidului
Asteroidul a luat numele unui personaj din Iliada, de Homer, Deifobos, unul din fiii regelui troian Priam și ai Hecubei.